# Рейнеке, Александр Георгиевич
Алекса́ндр Гео́ргиевич фон Ре́йнеке  (1833—1911) — русский военный педагог, генерал-лейтенант.
Потомственный дворянин Санкт-Петербургской губернии, представитель лифляндской ветви старинного саксонского рода.

## Образование
Образование получил в немецком училище Петришуле и в Николаевской академии Генерального штаба в г. Санкт-Петербург

## Послужной список
- В службу вступил 01.05.1853 унтер-офицером Уланского Его Императорского Высочества Наследника Цесаревича полка (позже 5-й лейб-драгунский Курляндский полк).
- В том же году юнкер, затем корнет.
- Участвовал в двух кампаниях Крымской войны 1853-1856, награждён медалью.
- В 1860 закончил полный курс Николаевской академии Генерального штаба.
- В том же году прикомандирован к Новгородскому (позже Нижегородскому) графа Аракчеева кадетскому корпусу репетитором тактики и военной истории.
- С 1864 по 1877 - преподаватель в Николаевском училище гвардейских юнкеров. В связи с зачислением в гвардию, причислен к Лейб-гвардии Уланскому Его Величества полку.

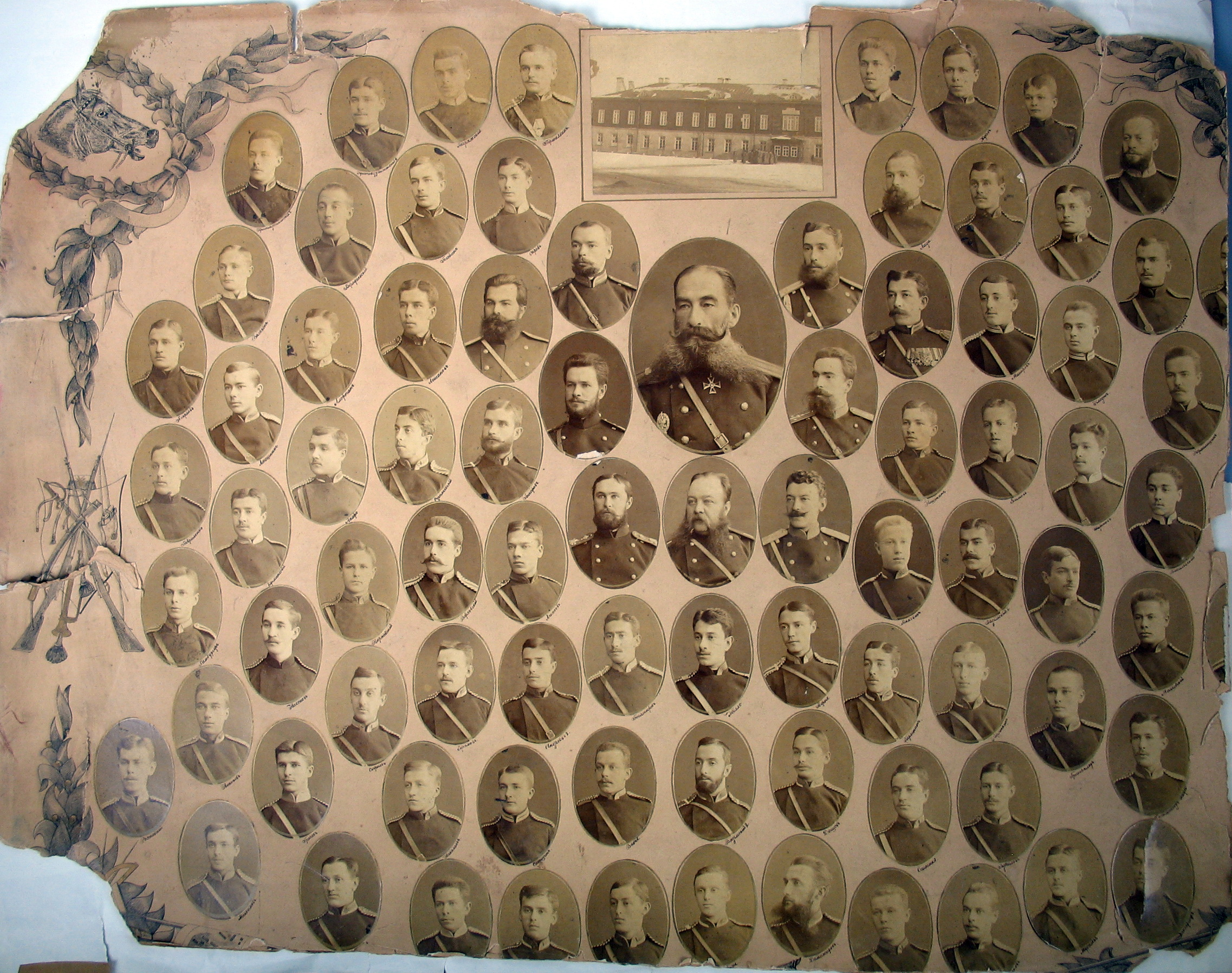
Памятная фотография по случаю отъезда Рейнеке А.Г.(в центре) из Твери в Омск,
в Сибирский кадетский корпус в 1885 году. На фотографии будущие выпускники 1886 года. Из архива Тверского Государственного музея.

- C 07.05.1877 по 1886 - начальник Тверского кавалерийского юнкерского училища.
- C 1886 по 1888 - директор 3-го Московского кадетского корпуса.
- В 1886 получил звание генерал-майора.
- С 1888 по 1892 - директор Первого Сибирского (Омского) Императора Александра I кадетского корпуса.
- C 1892 - директор Аракчеевского Нижегородского графа Аракчеева кадетского корпуса.
- В 1900 закончил свою долгую (47 лет) службу, отдав подготовке военных специалистов 39 лет. Вышел в отставку в звании генерал-лейтенанта по болезни (эмфизема легких).
- Почётный член Общества вспомоществования нуждающимся Аракчеевцам.

## Награды
- Орден Святого Станислава 1, 2 с Императорской короной и 3-й степени.
- Орден Святой Анны 1, 2 и 3-й степени.
- Орден Святого Владимира 2, 3, и 4-й степени.
- Знак отличия «40 лет беспорочной службы».

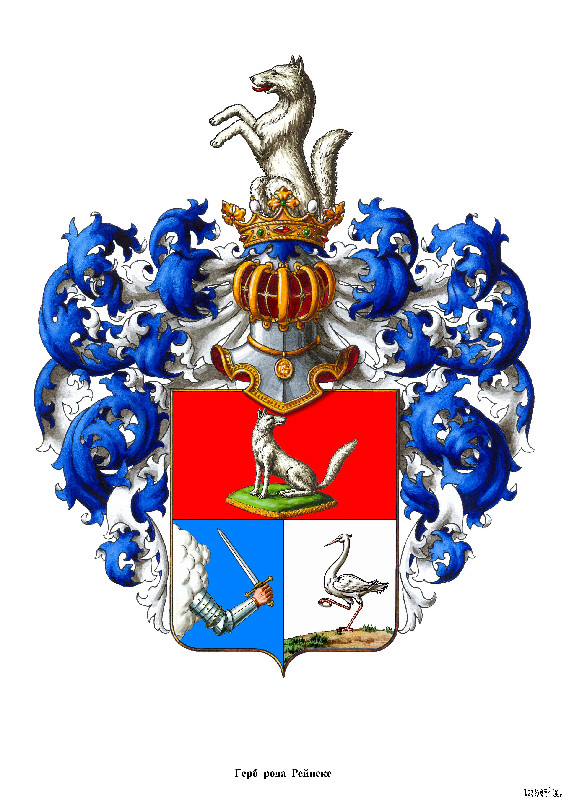
Реставрация герба. Автор: Сергей Панасенко (Михалкин).

## Семья
- Отец: Якоб Георг (Егор Самойлович) Рейнеке, российский консул в Великом герцогстве Мекленбург-Шверин
- Мать: Мария Шулинус, дочь Георгиевского кавалера, генерал-майора Корпуса Путей сообщения, Карла Леонтьевича Шулинуса
- Жена: София-Александрина Курилофф (Софья Петровна Курилёва), род. в Берлине в 1843, ум. в Санкт-Петербурге в 1914
- Дети:
  - Софья (род. 14.11.1862)
  - Георгий-Константин (род. 20.10.1865, акцизный чиновник, надворный советник)
  - Александр (род. 3.05.1872, выпускник Сибирского кадетского корпуса, юнкер Николаевской Инженерной академии, закончил Технологический институт в г. Санкт-Петербург, инженер-технолог)
  - Пётр (род. 3.05.1880, выпускник Аракчеевского кадетского корпуса, Александровского военного училища, капитан лейб-гвардии Измайловского полка)

Все сыновья репрессированы.